# Best Coast
Best Coast es una banda estadounidense de indie rock originaria de Los Ángeles, California del año 2010. La banda está compuesta por el dúo Bethany Cosentino (voz, guitarra) y Bobb Bruno (varios instrumentos), con varios bateristas habiéndose unido a la banda para tocar en directo, sobre todo la exbaterista de la banda Vivian Girls, Ali Koehler. Su Sencillo "When I'm With You" aparece en el videojuego musical de Ubisoft: Rocksmith, y su EP "Fade Away" llegó a las tiendas en octubre del 2013.
La música del grupo se clasifican a menudo en los subgéneros del garage rock, surf pop, y lo fi.
La banda entró en hiatus en mayo de 2023

## Discografía

### Álbumes de estudio
- 2010: "Crazy for You"
- 2012: "The Only Place"
- 2013: "Fade Away"
- 2015: "California Nights"
- 2018: "Best Kids"
- 2020: "Always Tomorrow"